# Chì kẻ môi

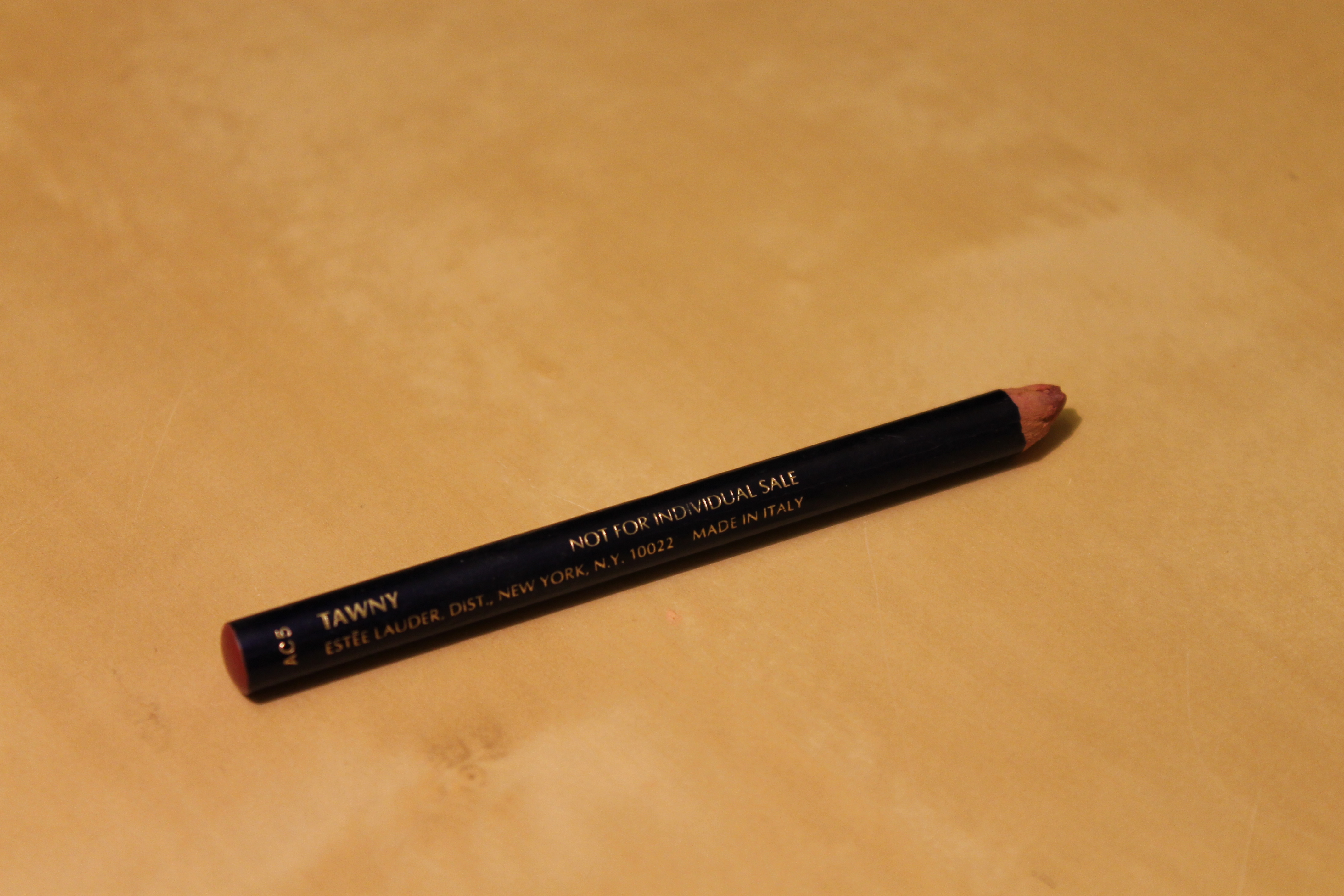
Chì kẻ môi

Chì kẻ môi là mỹ phẩm trang điểm môi. Chì dùng để kẻ kín vào các vùng không đều trên cạnh ngoài môi trước khi tô  thoa son môi, do đó tạo nên hình dạng mịn. Chì cũng được sử dụng để phác thảo môi, giữ son môi bên trong môi và ngăn ngừa lớp son "trôi chảy", do đó tạo nên sự tương phản lớn hơn và khiến đôi môi nổi bật hơn. Ngoài ra, chì kẻ môi có thể được sử dụng để kẻ kín toàn bộ môi trước khi thoa son môi và trong một số trường hợp, trang điểm như một dạng son môi riêng của chính nó. Sản phẩm thường được bán ở dạng bút chì hay ống co rút, có thể được làm sắc nét hơn. Chì kẻ môi thường có sẵn trong cùng loạt màu sắc như son môi: ví dụ, đỏ, hồng, nâu, mận thẫm, v.v... Chì kẻ môi cũng có dạng vô hình, cho ảo giác môi mịn mà không cần thêm hoặc ảnh hưởng đến màu sắc.

## Thành phần
Giống như son môi, chì kẻ môi bao gồm sáp, dầu và sắc tố. So với son môi, chì kẻ môi vững chắc đồng nhất và màu sắc đậm, khiến chúng phù hợp để vẽ trên môi với độ chính xác. Vì những lý do này, chì kẻ môi có ít dầu hơn, nhiều chất sáp và sắc tố hơn son môi. Sáp phổ biến là sáp Nhật Bản.

## Nhãn hiệu
Nhãn hiệu thiết kế gồm có Chanel, Dior, Marc Jacobs sản xuất chì kẻ môi. Các thương hiệu khác bao gồm nhưng không giới hạn ở Urban Decay, Clinique và M·A·C.